# Мост через Амур (Комсомольск-на-Амуре)

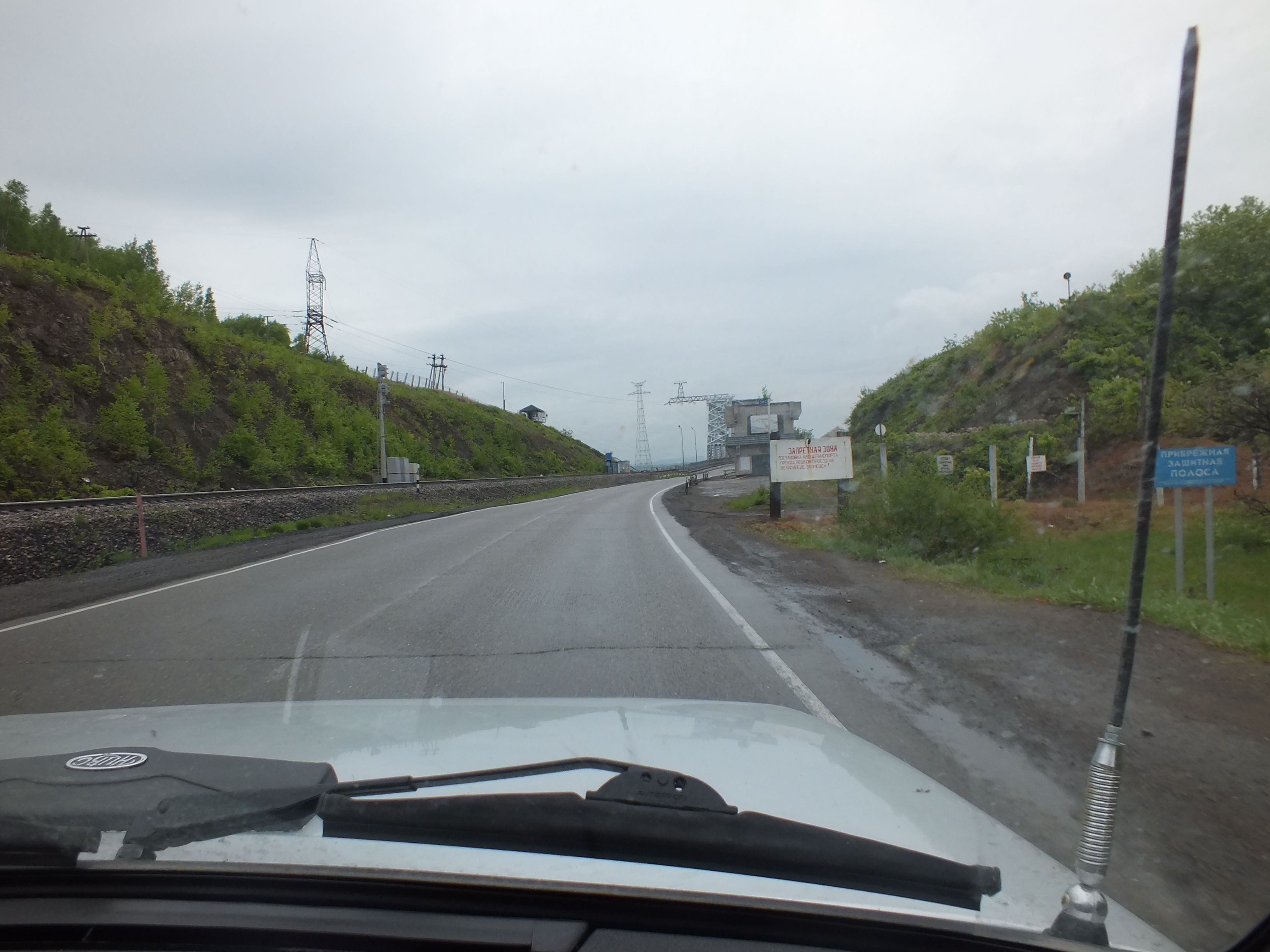
На автомобиле, с правого берега на левый

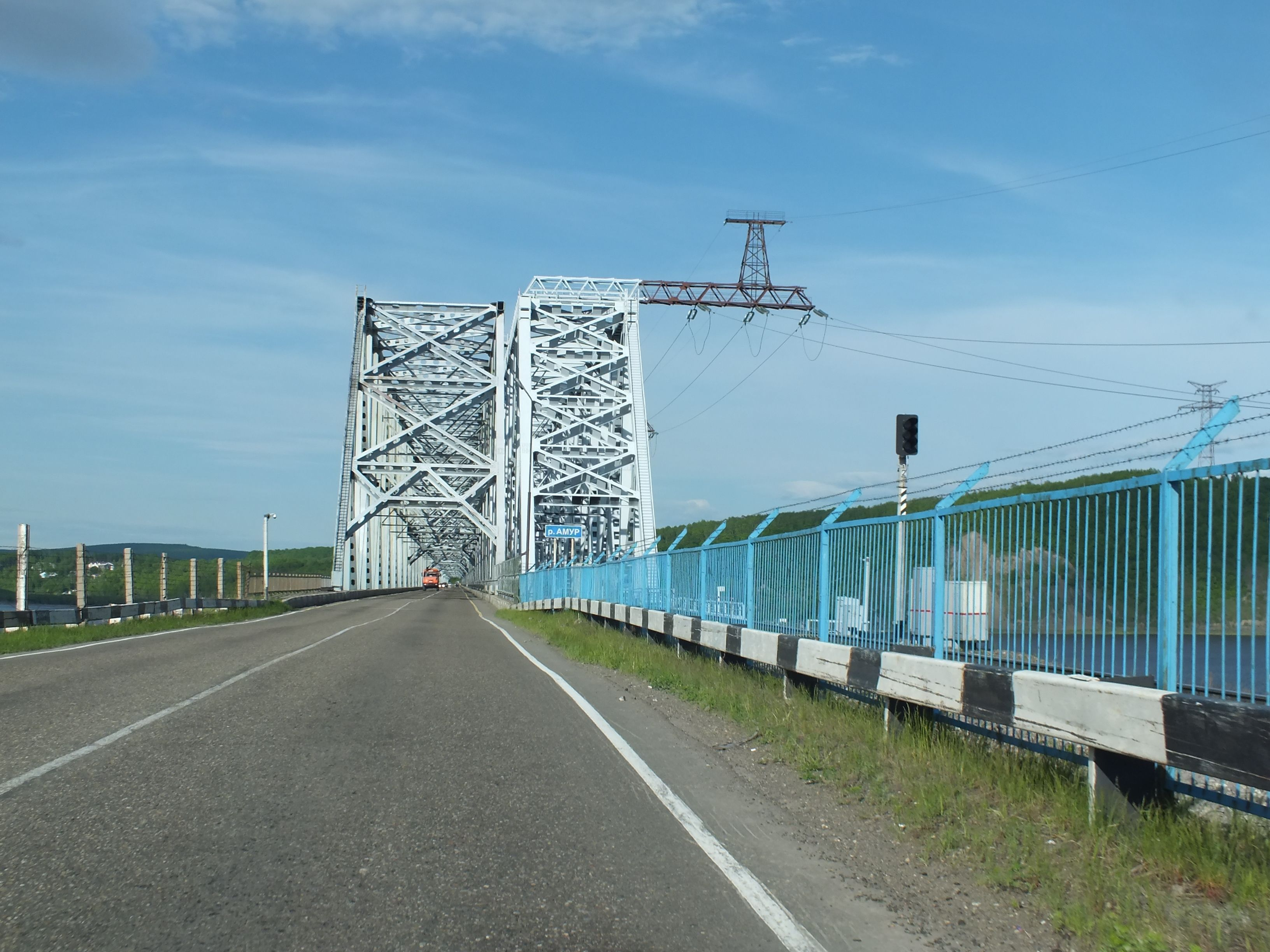
На автомобиле, с левого берега на правый

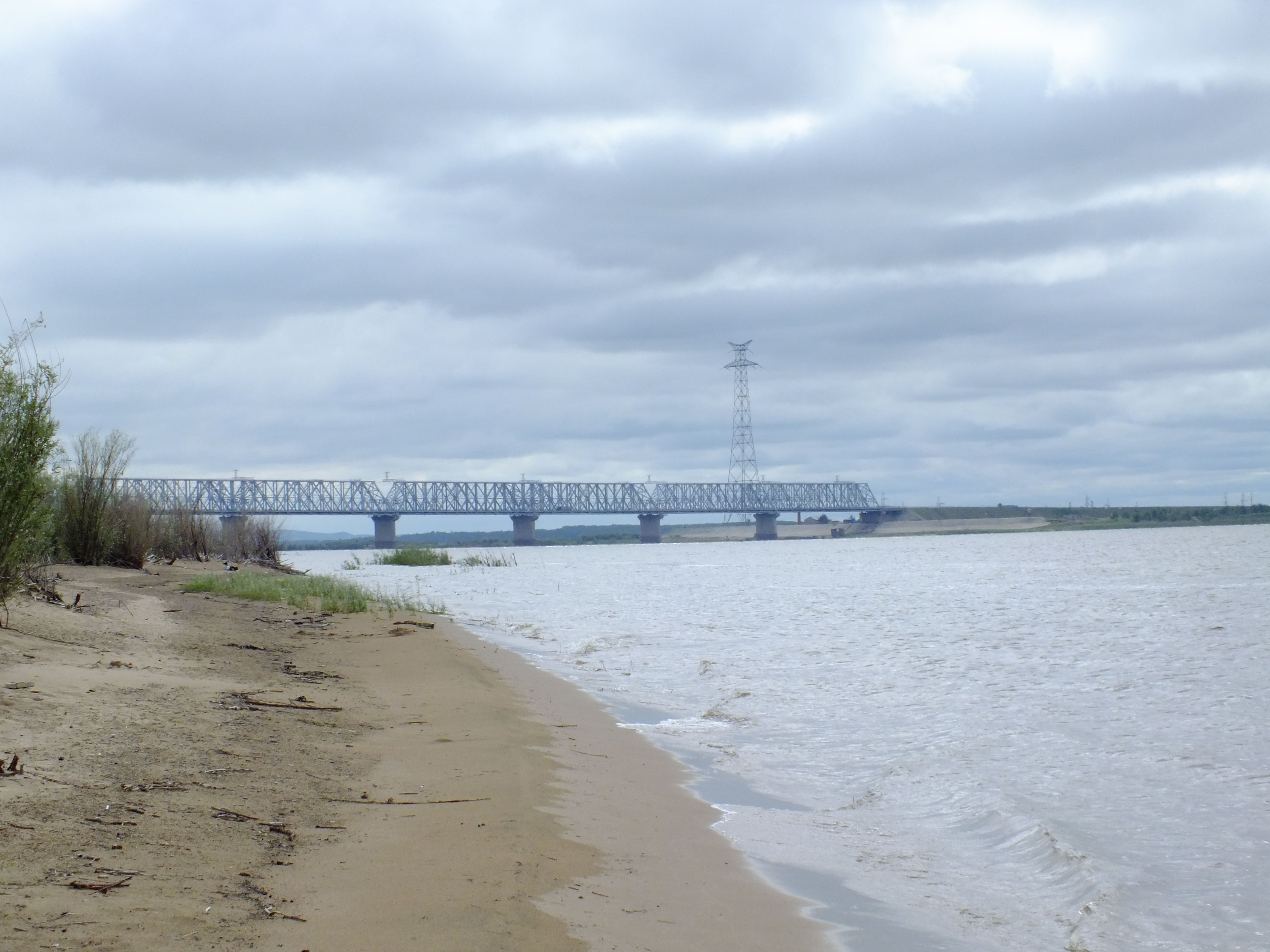
Вид на мост с правого берега Амура у села Пивань

Совмещённый мостовой переход через реку Амур возле г. Комсомольск-на-Амуре с раздельным железнодорожным однопутным и двухполосным автомобильным движением.
Железнодорожное движение открыто в 1975 году, автомобильное — в 1981 г.
Является частью железной дороги Комсомольск-на-Амуре — Советская Гавань и автотрассы регионального значения Р454 Хабаровск — Комсомольск-на-Амуре.

## История
В июне — сентябре 1932 года были проведены первые изыскания моста через реку Амур будущей Байкало-Амурской магистрали в районе строящегося города Комсомольск-на-Амуре. Изыскательская партия института Ленгипротрансмост предложила три основных варианта перехода на Пивань в пределах будущего города: выше города, ниже и в черте города.
До открытия мостового перехода действовала паромная переправа. После открытия железнодорожной линии Хабаровск — Комсомольск-на-Амуре — Советская Гавань вагоны через Амур переправлялись на железнодорожных паромах (проект 723, «Волга» (до 1952 года — «Паром № 1»), «Дон» (до 1952 года — «Паром № 2»), «Амур» и «Комсомольск». В зимнее время лёд дополнительно намораживался для прокладки временных железнодорожных путей, по которым переправа осуществлялась до весны. Паром мог самостоятельно ходить во льду до 20 см и действовал до середины декабря. С 1961 года в осеннее и зимнее время с целью продления навигации паромы проводил речной ледокол. Когда вставал лёд на Амуре и устанавливались 30 градусные морозы, то начинали чистить торосы, делая полосу 50 метров. Затем укладывали лежни, прогоны и шпалы и постоянно наращивали лёд, пока его толщина не достигала 2 метров. До 1960-х строили переправу 700 человек и все делали вручную. Только с начало 1960-х применяли технику, благодаря чему для установки и разборки требовалось 100-150 человек.
В октябре 1961 года Северным морским путём с Балтийского морского пароходства в Комсомольск-на-Амуре пришло буксирно-спасательное судно «Голиаф», навигация была продлена на 21 день.
В 1968 году с Сахалинского морского пароходства пришёл ледокол «Харитон Лаптев». Новое судно было в три раза мощнее «Голиафа», имело два кормовых и один носовой гребной винт. «Харитон Лаптев» продлил навигацию на 37 дней (до 22 декабря 1968 года), а в 1969 году — до 26 декабря.
В 1970 году на смену «Харитону Лаптеву» пришёл мощный ледокол «Фёдор Литке» (одноименное судно, не путать с прославленным ледорезом «Фёдор Литке»), навигация 1970 года была продлена до 14 января 1971 года. В этот день паромы и ледокол встали на зимнюю стоянку, а поезда пошли по ледовой дороге. С этого года больше не было разрыва между окончанием работы паромов и началом эксплуатации ледовой переправы.
Работы по строительству моста начались в 1969 году, в октябре 1974 закончено сооружение последней опоры моста (всего их было 9), а 1 августа 1975 года установлено последнее пролётное строение. 26 сентября 1975 года в торжественной обстановке главный мост БАМа был открыт для движения по железнодорожному переходу: в полдень, у первого портала нового моста остановился пассажирский поезд со станции Комсомольск-на-Амуре. Протяжными гудками попрощались с Амуром паромы, более 30 лет проработавшие на переправе.
В 2023 году были объявлены предварительные планы по строительству второго параллельного моста.

## Конструкция

Схема конструкции моста через реку Амур возле Комсомольска-на-Амуре.

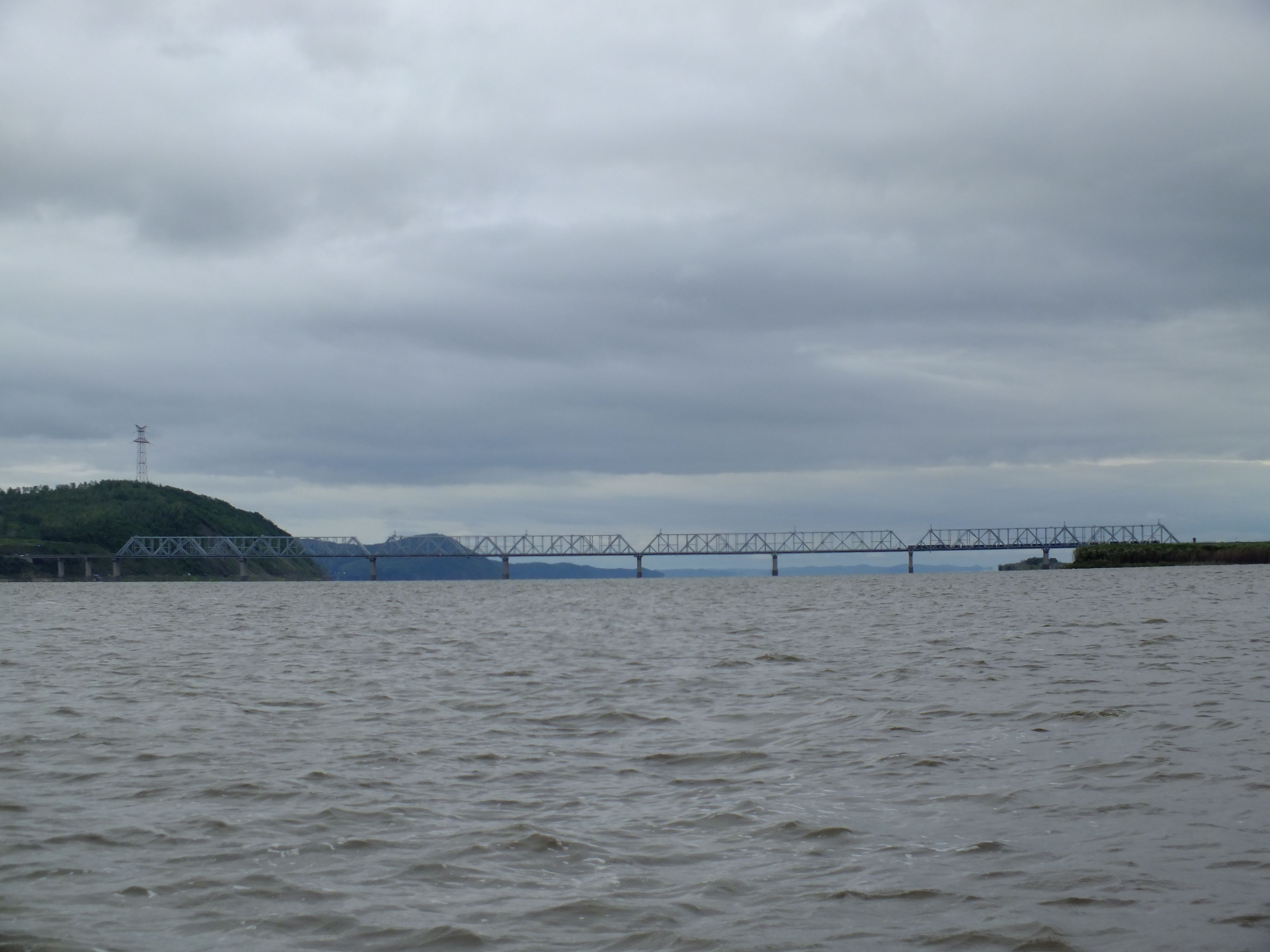
Вид на мост с акватории Амура у Комсомольска-на Амуре.

Технический проект внеклассного моста под совмещённую езду через р. Амур у г. Комсомольска-на-Амуре разработан в 1970 г. проектным институтом «Ленгипротрансмост» (ЛГТМ) Главтранспроекта Министерства транспортного строительства применительно к расчетной временной железнодорожной нагрузке С-14, а также к автомобильной нагрузке НК-80 и Н-30 по действующим техническим условиям и строительным нормам. Конструкции моста запроектированы для северного исполнения зоны А.
Строительство мостового перехода осуществлялось Комсомольским мостоотрядом МО-26 треста «Мостострой-8».
Внеклассный мост под совмещенную езду был построен по схеме 33,60 + 4 ´ (2 ´ 159,0) + 3 ´ 33,30 м на прямой в плане (числа обозначают расстояние между опорами (расстояние между пролетами), сумма должна давать общую длину мостового перехода) и с уклоном 0,004 в профиле. На общих железобетонных опорах моста установлены два пролетных строения под один железнодорожный путь и двухполосное автомобильное движение. Пролёты автомобильного перехода расположены на выносных кронштейнах (снизу по течению относительно железнодорожных пролётов).
Полная длина моста составляет 1 435,32 м. Высота на уровнем воды 24 м.
Площадь водосбора мостового перехода составляет 1 730 000 км2.
При строительстве моста у г. Комсомольска-на-Амуре в 1970—1971 гг. впервые в отечественной практике мостостроения был применен метод сооружения опор на фундаментах из железобетонных оболочек диаметром 3 м по технологии К. С. Силина, исключив кессонные фундаменты, которые традиционно применялись при строительстве всех больших и внеклассных железнодорожных мостов Транссибирской магистрали.
Для анкеровки оболочек в коренные породы впервые в мировой практике мостостроения было применено реактивно-турбинное бурение скального грунта. Для этого использовали агрегат реактивно-турбинного бурения РТБ-600, состоящий из трех турбобуров, обеспечивающих вращение породоразрушающего инструмента в виде шарошечных долот.
После погружения оболочек до проектной отметки их заполняли бетоном методом вертикально-перемещающейся трубы (ВПТ). Далее оболочки объединяли железобетонной плитой-ростверком с использованием шпунтового ограждения, на которой сооружали тело опоры.
Фундаменты русловых промежуточных опор — железобетонные, из оболочек диаметром 3,0 м, выполнены по типовому проекту ЛГТМ из бетона марки М400 (класса В30) — по прочности и F300 — по морозостойкости, с заполнением монолитным подводным гидротехническим бетоном марки М200 (В15). В полости оболочек предварительно установлены арматурные каркасы из арматуры классов А-I и А-II (сталь марок Ст5сп и Ст3сп) диаметрами 10-20 мм.
Всего при строительстве было погружено 304 оболочки.
Промежуточные опоры — массивной сборно-монолитной конструкции. От обрезов фундаментов до зоны горизонтов высокой воды и высокого ледохода русловые промежуточные опоры облицованы гранитом и имеют с верховой стороны заостренные части — ледорезы с вертикальной режущей гранью. Для облицовки опор применен камень гранитных пород, извлеченный из Киесовского и Трикратнинского карьеров.

## Военное охранение
Мост является важным звеном БАМ и стратегическим военным объектом. На левом и правом берегах у моста расположены проволочные заграждения в несколько рядов, доты, вышки охранения. Пешеходное и велосипедное движение (не в составе организованной колонны) по мосту запрещено. На левом берегу размещалась военная часть, в ней существовала уменьшенная модель моста для тренировки.